# Brasilianischer Barock

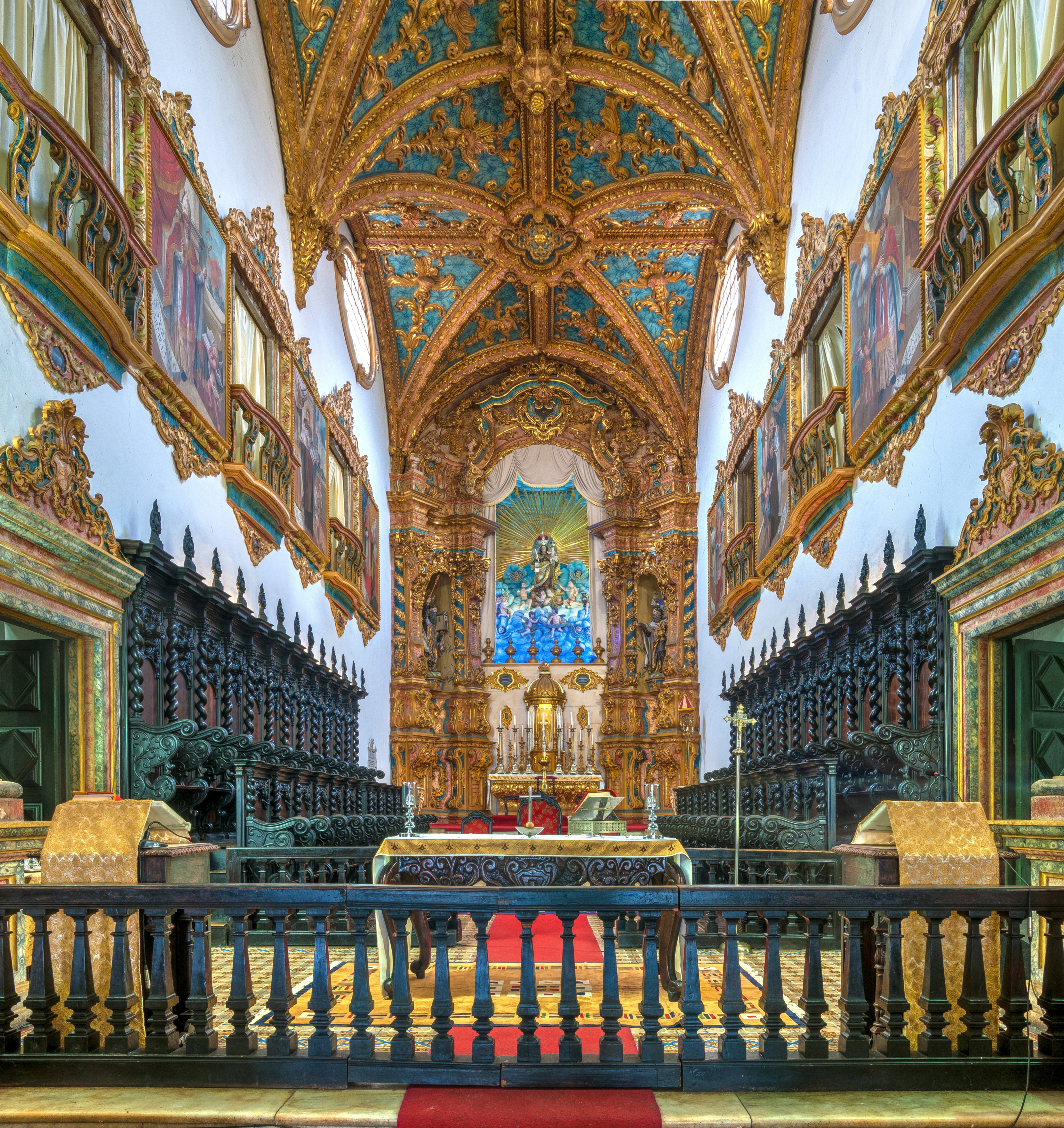
Altaraufsatz der Basílica de Nossa Senhora do Carmo in Recife

Der Barock (portugiesisch barroco brasileiro) wurde Anfang des 17. Jahrhunderts durch katholische Missionare, vor allem Jesuiten, in Brasilien eingeführt, die den neuen Stil als Werkzeug ihrer christlichen Glaubenslehre verstanden. Damit kam er etwa 100 Jahre nach seiner Entstehung in Europa nach Südamerika. Während des 18. Jahrhunderts hatte er in Brasilien seine Hochphase. 

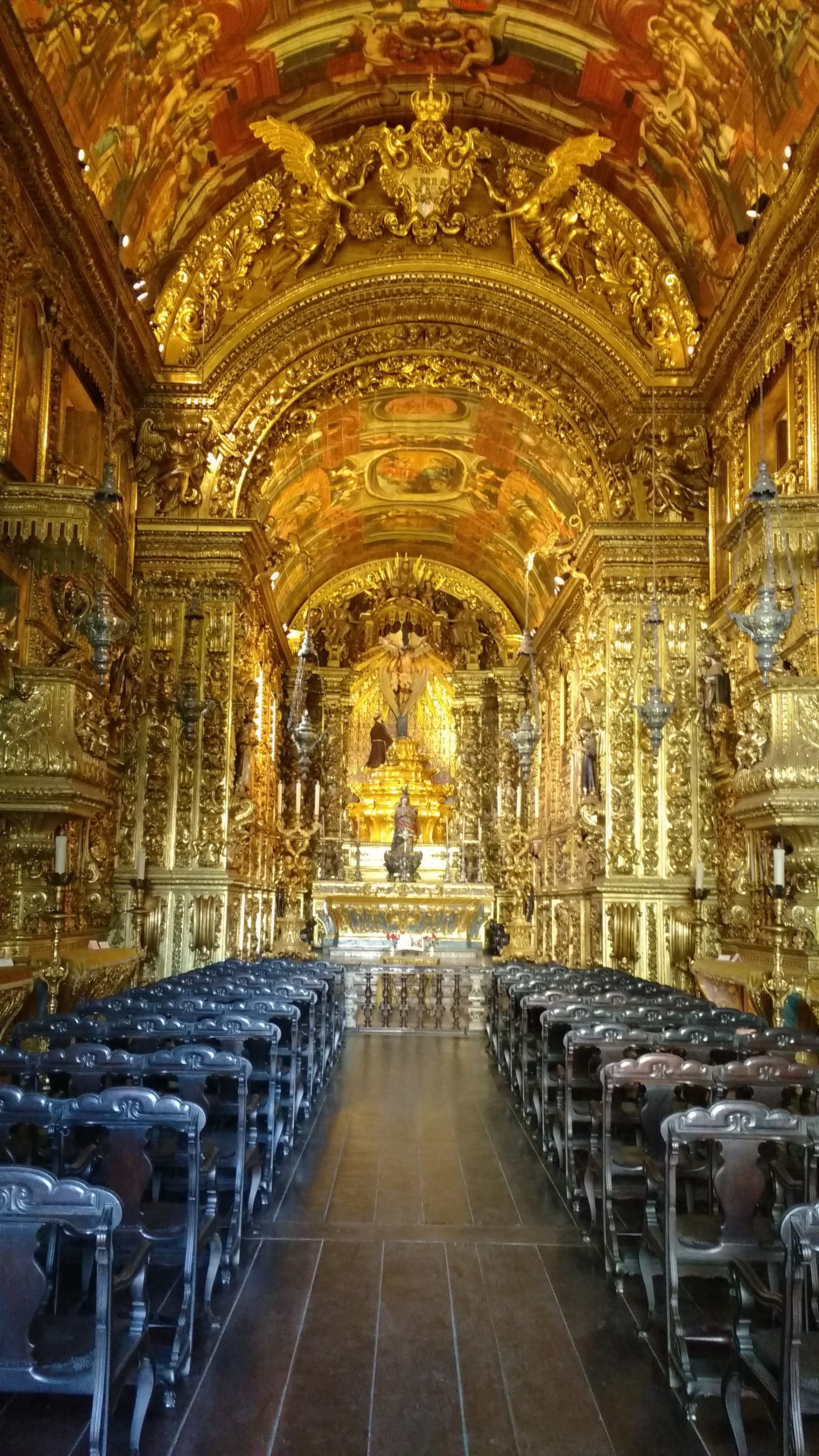
Kirchenschiff und Chorraum der Brasilianischen Kirche Igreja da Ordem Terceira de São Francisco da Penitência in Rio de Janeiro

Prosopopéia (1601), ein episches Gedicht von Bento Teixeira, gilt als das erste barocke Werk in der brasilianischen Literatur. Als herausragend im Bereich der bildenden Künste gelten die Skulpturen von Aleijadinho und die Malerei von Meister Ataíde.

Auf dem Feld der Architektur kam der Barock besonders im Nordosten des Landes, dort insbesondere in Bahia und in Pernambuco, zur Blüte, aber auch in den zentralen Bundesstaaten gibt es großartige Beispiele, etwa in Minas Gerais, in Goiás und in Rio de Janeiro.

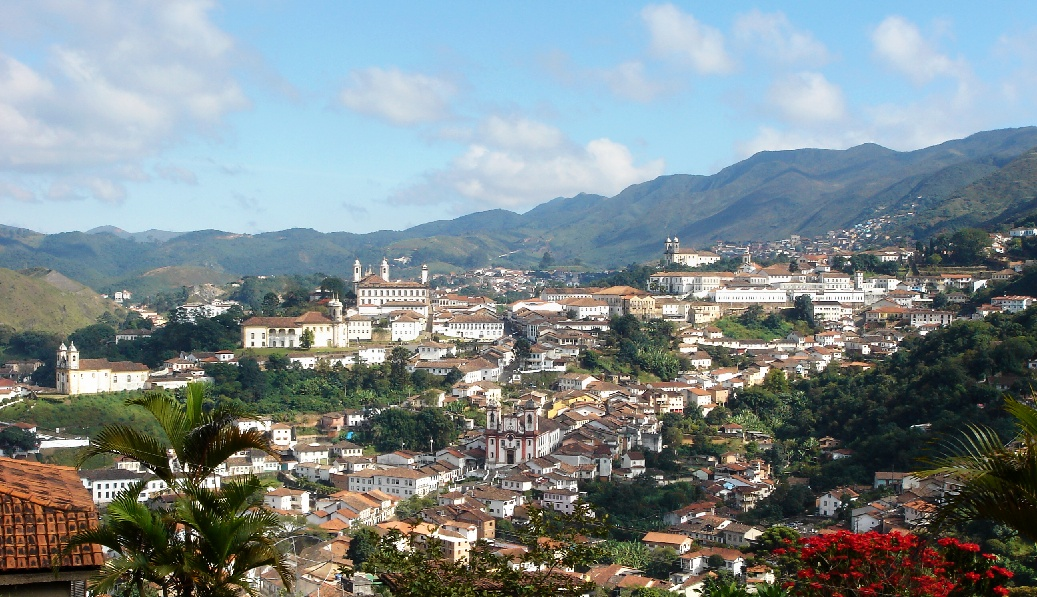
Ouro Preto, barocke Goldgräberstadt in den Bergen von Minas Gerais

 Im Gegensatz zu den eben erwähnten Kunstformen entstanden im musikalischen Bereich nur wenige, jedoch sehr einflussreiche Werke des Spätbarock. Mit dem Aufkommen des Klassizismus seit den ersten Jahrzehnten des 19. Jahrhunderts eine stilistischen Einflüsse in Brasilien bis in die ersten Jahre des 20. Jahrhunderts hinein ausmachen.